# Chetco

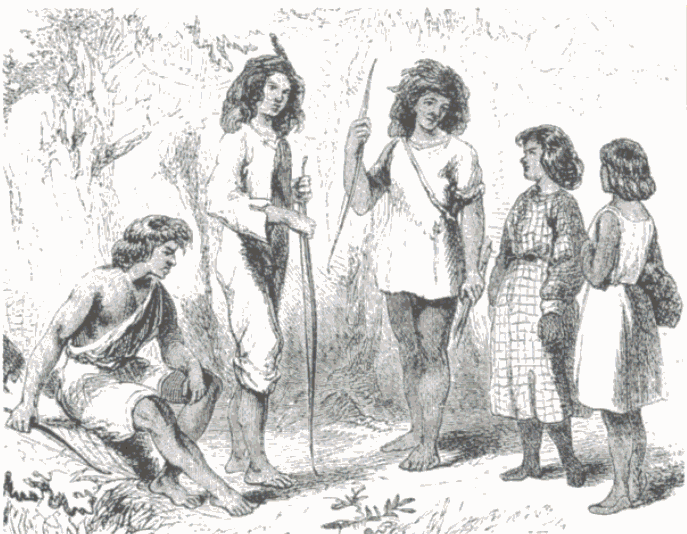
Leden van het Chetcovolk in 1856.

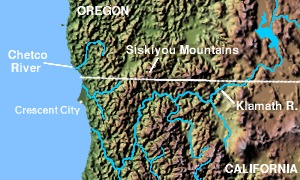
Kaart van Oregon en Noord-Californië, met daarop de Chetcorivier.

De  Chetco (Chetco-Tolowa: Chit-dee-ni, Chit-dee-ne) zijn een indiaans volk uit de Verenigde Staten dat oorspronkelijk langs de benedenloop van de Chetcorivier in Curry County in Oregon woonde. De Chetco spraken een Athabaskische taal. Ooit waren de Chetco een van de grootste indiaanse volken aan de Pacifische kust in Oregon, maar na de komst van blanken in hun woongebied ging hun aantal snel achteruit.

## Taal en naam
De Chetco spreken een variant van het Tolowa of Chetco-Tolowa, onderdeel van de Pacifische tak van de Athabaskische talen. De naam Chetco komt van het Chetcowoord Cheti, wat "dicht bij de monding van de stroom betekent."

## Geschiedenis
Men vermoedt dat de Chetco tussen 3000 en 1000 jaar geleden naar de kust van Oregon zijn gekomen. Ze bewoonden oorspronkelijk negen dorpen aan de benedenloop van de Chetcorivier, genaamd Chettanne, Chettannene , Khuniliikhwut, Nakwutthume, Nukhwuchutun, Setthatun, Siskhaslitun, Tachukhaslitun, and Thlcharghilitun. De belangrijkste dorpen lagen aan de monding van de rivier. Langs de kust strekte het leefgebied van de Chetco zich uit van Cape Ferrelo in het noorden naar de Winchuck rivier in het zuiden.
De Chetco waren jager-verzamelaars die op herten en elanden joegen, eikels en mosselen verzamelden, en visten. Ze voeren met kano’s op de rivier en op zee en maakten gebruik van stenen werktuigen. De Chetco kookten op open vuren of met eenvoudige potten en leken cultureel veel op de verwante Tolowa in het zuiden.
De stam had mogelijk zo’n duizend leden op zijn hoogtepunt, maar kromp in snel tempo na de komst van Amerikaanse kolonisten in de negentiende eeuw. De kolonisten vernietigden de dorpen van de Chetco in 1853 en de overlevenden werden gedwongen naar het Siletzreservaat in het huidige Lincoln County te gaan. In 1854 waren er 241 Chetco in het reservaat: 83 vrouwen, 117 mannen en 41 kinderen. In 1861 bedroeg hun aantal nog 262: 96 vrouwen, 62 mannen en 104 kinderen. In 1871 was het totale aantal Chetco in het reservaat echter gedaald tot 63. Lucy Dick, de laatste bekende volbloed Chetco, stierf in 1940. In 2009 waren er nog ongeveer 40 stamleden over. Sommigen van hen waren lid van de federaal erkende Cher-Ae Heights Indian Community of the Trinidad Rancheria en de Confederated Tribes of Siletz Indians.